# 奥克·格伦
奥克·格伦（Åke Green）是基督教五旬节会牧师，被控违反瑞典反憎恨言论法，被判囚一个月。2005年2月11日，一个上诉法院（Göta hovrätt）推翻判決，判他无罪。3月9日，瑞典检察总长对此裁決上诉至瑞典终審法院。
2002年，瑞典国会把性取向列入免受恐吓和蔑视表现的群体列表內。这列表收入在瑞典刑事法（Brottsbalken）的其中一章，称为迫害少数群体法案（Lagen om hets mot folkgrupp）。
格伦的律师坚称他的当事人的宗教自由受侵害。

## 讲道
在他于博里霍尔姆（Borgholm）的教会內，格伦描述同性恋是“反常的，社会的身体內可怖的癌肿瘤”，而同性恋者是“耽于色慾者，他们的性慾被魔鬼利用作对付上帝的最强武器”。他也说了一个人不能同是基督徒和同性恋者。
他坚決认为同性恋是后天选择，不是天生，并称“所有人都可以从中释放和解脫出来”。
在讲道的结尾，格伦说：“我们不可谴责这些人——耶稣从没有这样行。祂向所有人显示祂对他们深深尊敬（……）耶稣从不轻看任何人。”

## 争议
他的判刑引发起世界各地的争议。争论一方以此为人权和免受偏见的自由的胜利，另一方以此为对宗教自由和言论自由的攻击。

## 參看
- 逆向歧視
- 歧視
- 克里斯·金基斯